# Citizens Financial Group

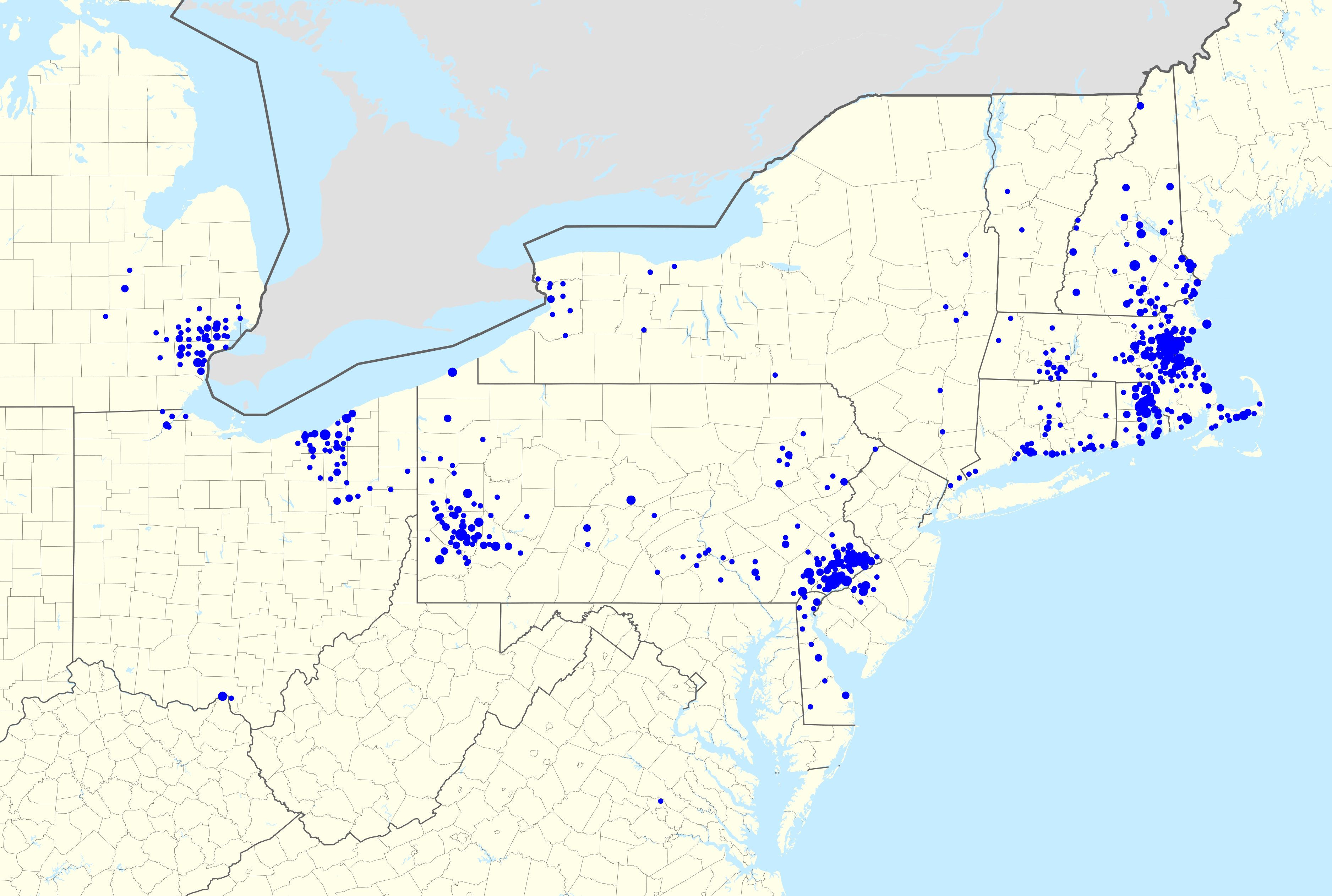
Carte des agences de Citizens Financial en 2015.

Citizens Financial Group est une banque américaine présent notamment en Nouvelle-Angleterre. Son siège social est situé à Providence. Entre 1988 et jusqu'en 2013-2015, elle était une filiale de Royal Bank of Scotland.

## Histoire
En 1988, RBS acquiert la banque américaine Citizens Financial Group of Rhode Island.
En septembre 2014, Royal Bank of Scotland annonce l'introduction en bourse de sa filiale Citizens Financial Group durant le mois de septembre, en vendant jusqu'à 29 % de celle-ci, une opération qui pourrait lui rapporter environ 4 milliards de dollars
En mars 2015, Royal Bank of Scotland vend une participation de 24 % dans sa filiale américaine Citizens Financial Group pour 3,3 milliards de dollars.
En juillet 2021, Citizens Financial annonce l'acquisition d'Investors Bancorp, une banque américaine ayant 150 agences à New York, pour 3,5 milliards de dollars.

## Principaux actionnaires
Au 25 février 2020:
| The Vanguard Group                  | 11,9% |
| SSgA Funds Management               | 5,01% |
| Invesco Advisers                    | 3,95% |
| Franklin Mutual Advisers            | 3,43% |
| BlackRock Fund Advisors             | 3,00% |
| Greenlight Capital                  | 2,90% |
| JPMorgan Investment Management      | 2,88% |
| Hotchkis & Wiley Capital Management | 2,84% |
| RBSG International Holdings         | 2,55% |
| Davis Selected Advisers             | 2,33% |